# Michel Franco
Michel Franco, nascut a la Ciutat de Mèxic el 1979, és un guionista, productor i director de cinema mexicà.
Com a director, destaquen en la seva filmografia Después de Lucía guanyadora a Millor Pel·lícula en la secció Un Certain Regard (Una Certa Mirada) del Festival de Cannes i Premi Horitzó al Festival de Sant Sebastià, 2012); Chronic (nominada a la Palma d'Or i guanyadora de Millor Guió al Festival de Cannes, 2015) i Las hijas de Abril, (Guanyadora del Premi Especial del Jurat en la secció Un Certain Regard del Festival de Canes).
Com a productor destaquen 600 millas (dirigida per Gabriel Ripstein i guanyadora a Millor Òpera Prima al Festival de Berlín, 2015) i Desde allá (dirigida per Lorenzo Vigas i guanyadora del Lleó d'Or en el Festival de Venècia, 2015).

## Carrera
Michel Franco va iniciar la seva carrera realitzant curtmetratges després dels seus estudis sobre els mitjans. En 2001 va estrenar Cuando seas GRANDE, com a part d'una campanya de lluita contra la corrupció; va arribar a projectar-se en 500 sales de cinema de Mèxic. En 2003 va presentar el seu curtmetratge Entre dos, que va guanyar el Gran Premi del Festival d'Osca i va rebre el premi al Millor curtmetratge en el Festival de Dresden. Durant aquest mateix període, va realitzar comercials i vídeos, amb el seu productora Pop Films.
En 2009, Daniel y Ana, el seu primer llargmetratge, va ser seleccionat per a la Quinzena dels Realitzadors de Canes; posteriorment, va participar en diversos festivals internacionals, i es va distribuir a Mèxic, Espanya, França i els Estats Units.
El segon llargmetratge de Michel com a director, Después de Lucía, va guanyar el premi de la secció Un Certain Regard (Una Certa Mirada) en el Festival de Canes, mentre que el seu tercer llargmetratge, Chronic, va guanyar en aquest mateix certamen el premi al Millor Guió en 2015. En 2017, va tornar al Festival de Canes a presentar el seu llargmetratge Las hijas de Abril, amb la qual va guanyar el Premi Especial del Jurat en la secció Un Certain Regard.
En 2014, co-va dirigir amb Victoria Franco la pel·lícula A los ojos, en la qual segueixen la història de Mónica, una treballadora social que tracta assumptes amb nens en situació de carrer, alhora que el seu fill pateix una malaltia a les còrnies. Entre altres coses, s'aborden temes com la vida de les persones del carrer a la Ciutat de Mèxic.
Va ser el productor de la pel·lícula 600 millas (dirigida per Gabriel Ripstein), guanyadora a Millor Òpera Prima en el Festival de Berlín en 2015. Aquest mateix any, també va produir la pel·lícula Desde allá (dirigida por Lorenzo Vigas), dirigida per Lorenzo Vigas), guanyadora del Lleó d'Or en el Festival de Venècia.
En 2019, la seva companyia productora Lucía Films canvia de socis. Michel s'associa amb Lorenzo Vigas i la companyia productora es transforma en Teorema, sent Mano de Obra, òpera prima del director David Zonana, la primera producció després del canvi de nom. La pel·lícula va tenir estrena mundial en el Festival de toronto i estrena europea en Selecció Oficial del Festival de Sant Sebastià.

## Filmografia
| Any  | Pel·lícula           | Funció com | Funció com | Funció com | Funció com | Funció com | Notes           |
| Any  | Pel·lícula           | Director   | Guionista  | Productor  | Editor     | Actor      | Notes           |
| ---- | -------------------- | ---------- | ---------- | ---------- | ---------- | ---------- | --------------- |
| 1998 | Huérfanos            | Sí         | Sí         | No         | No         | No         | Curtmetratge    |
| 1999 | Ruido y olvido       | Sí         | Sí         | No         | No         | No         | Curtmetratge    |
| 2000 | Azul y sombras       | Sí         | Sí         | No         | No         | No         | Curtmetratge    |
| 2001 | El soldado           | Sí         | Sí         | No         | No         | No         | Curtmetratge    |
| 2001 | Cuando sea grande    | Sí         | Sí         | No         | No         | No         | Curtmetratge    |
| 2002 | Así nos gusta vivir  | Sí         | Sí         | No         | No         | No         | Curtmetratge    |
| 2003 | Entre dos            | Sí         | Sí         | Sí         | Sí         | No         |                 |
| 2008 | El sueño de Isi      | No         | No         | No         | No         | Sí         | Curtmetratge    |
| 2008 | Casi divas           | No         | No         | No         | No         | Sí         |                 |
| 2009 | Daniel y Ana         | Sí         | Sí         | Sí         | No         | No         |                 |
| 2012 | Después de Lucía     | Sí         | Sí         | Sí         | Sí         | No         |                 |
| 2013 | A los ojos           | Sí         | Sí         | Sí         | Sí         | No         | Post-Producció  |
| 2014 | Princesa             | No         | No         | Sí         | No         | No         | Curtmetratge    |
| 2014 | Borde                | No         | No         | Sí         | No         | No         | Curtmetratge    |
| 2014 | Reconciliados        | No         | No         | Sí         | No         | No         | Curtmetratge    |
| 2015 | Chronic              | Sí         | Sí         | Sí         | No         | No         |                 |
| 2015 | Desde allá           | No         | No         | Sí         | No         | No         |                 |
| 2015 | 600 millas           | No         | No         | Sí         | No         | No         |                 |
| 2017 | Las hijas de Abril   | Sí         | Sí         | Sí         | No         | No         |                 |
| 2020 | Nuevo orden          | Sí         | Sí         | Sí         | Sí         | No         |                 |
| 2020 | Ana                  | No         | No         | No         | No         | Sí         | Minisèrie de TV |
| 2021 | Sundown              | Sí         | Sí         | Sí         | Sí         | No         |                 |
| 2021 | La caja              | No         | No         | Sí         | No         | No         |                 |
| 2022 | 120 horas en Venecia | No         | No         | Sí         | No         | No         | Documental      |
| 2023 | Heroico              | No         | No         | Sí         | No         | No         |                 |
| 2023 | At Midnight          | No         | No         | Sí         | No         | No         |                 |
| 2023 | Pet Shop Days        | No         | No         | Sí         | No         | No         |                 |
| 2023 | La sombra del Catire | No         | No         | Sí         | No         | No         |                 |
| 2023 | Memory               | Sí         | Sí         | Sí         | Sí         | No         |                 |

## Premis i distincions
| Premi                                             | Any  | Categoria                                   | Treball          | Resultat  | Ref(s) |
| ------------------------------------------------- | ---- | ------------------------------------------- | ---------------- | --------- | ------ |
| Festival Internacional de Cinema de Chicago       | 2009 | Hugo d'Or "Nous Directors"                  | Daniel y Ana     | Nominat   | [ 2 ]  |
| Festival Internacional de Cinema de Chicago       | 2012 | Hugo d'Or "Millor pel·lícula internacional" | Después de Lucía | Nominat   | [ 3 ]  |
| Festival Internacional de Cinema de Chicago       | 2012 | Hugo de Plata "Premi Especial del Jurat"    | Después de Lucía | Guanyador | [ 3 ]  |
| Festival de Cine de Cannes                        | 2012 | Un Certain Regard                           | Después de Lucía | Guanyador | [ 4 ]  |
| Festival de Cimae de l'Havana                     | 2012 | Millor director                             | Después de Lucía | Guanyador | [ 5 ]  |
| Festival de Cinema de Londres                     | 2012 | Millor pel·lícula                           | Después de Lucía | Nominat   | [ 6 ]  |
| Festival Internacional de Cinema de Sant Sebastià | 2012 | Premi Horitzont – Menció Especial           | Después de Lucía | Guanyador | [ 7 ]  |
| Festival de Cinema d'Estocolm                     | 2012 | Cavall de Bronze "Millor pel·lícula"        | Después de Lucía | Nominat   | [ 8 ]  |
| Festival de Cinema de Salònica                    | 2012 | Premi Horitzonts                            | Después de Lucía | Nominat   | [ 9 ]  |
| Premis Ariel                                      | 2013 | Millor guió original                        | Después de Lucía | Nominat   | [ 10 ] |
| Premis Goya                                       | 2013 | Millor pel·lícula iberoamericana            | Después de Lucía | Nominat   | [ 11 ] |